# Pagurus pollicaris
Pagurus pollicaris är en kräftdjursart som beskrevs av Thomas Say 1817. Pagurus pollicaris ingår i släktet Pagurus och familjen eremitkräftor. Inga underarter finns listade i Catalogue of Life.